# Garrya fremontii
Garrya fremontii es una especie de planta fanerógama de la familia Garryaceae.

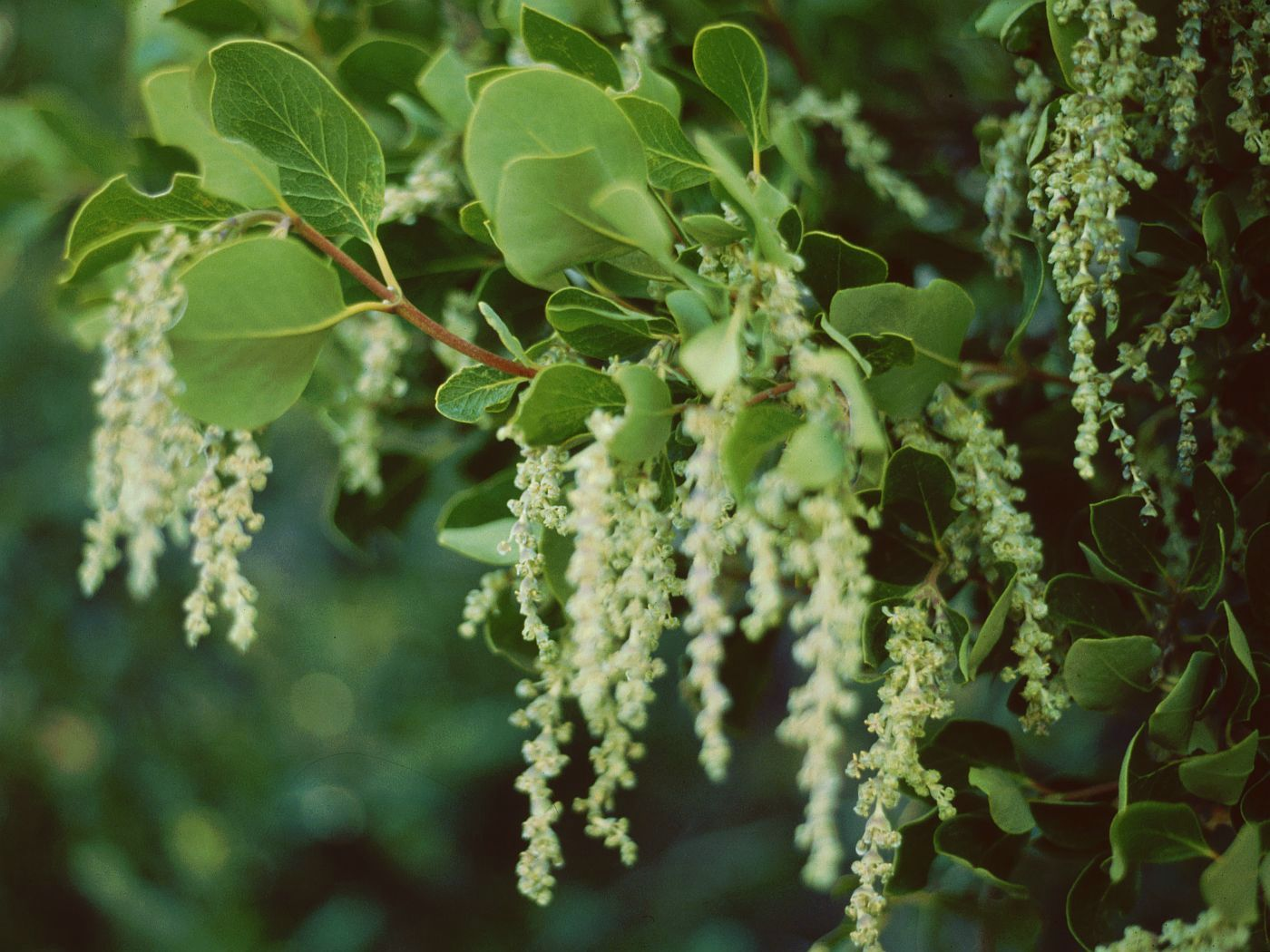
Detalle de la planta

## Distribución y hábitat
G. fremontii es nativo de la costa oeste de los Estados Unidos desde Washington a California. Se puede encontrar en una serie de hábitats, desde bosques de montaña y chaparrales en cañones y laderas. 

## Descripción
Se trata de un arbusto que alcanza una altura máxima de tres a cuatro metros. Las hojas son de forma ovalada, de 2 a 12 centímetros de largo y alrededor de la mitad de ancho, y el verde suave, rara vez con pelos en el envés. La planta es dioica, con plantas masculinas y femeninas que producen muchos racimos de flores de color rosado amarillento. El fruto es una baya esférica, comenzando verde y convirtiendo de color rosa y morado. El fruto es comido por las aves y los mamíferos, que dispersan las semillas. La planta también puede brotar de su corona de la raíz. Al igual que muchas otras especies de chaparral, es rápido para recuperarse de los incendios forestales .

## Usos
En la medicina tradicional se usa como febrífugo.

## Taxonomía
Garrya fremontii fue descrita por John Torrey y publicado en Reports of explorations and surveys : to ascertain the most practicable and economical route for a railroad from the Mississippi River to the Pacific Ocean, made under the direction of the Secretary of War 4(5): 136. 1857.
Etimología
Garrya: nombre genérico otorgado en honor de Nicholas Garry (1782-1856) de la Compañía de la Bahía de Hudson, que fue asistente de David Douglas en sus exploraciones de la Pacific Northwest.
fremontii: epíteto que fue otorgado en honor del botánico John C. Frémont
Sinonimia
- Garrya rigida Eastw.[5]